# گراسا ماچل
گراسا ماچل (به پرتغالی: Graça Machel) متولد ۱۷ اکتبر ۱۹۴۵ است. او فعالیت‌های سیاسی‌اش را در «جبهه آزادی موزامبیک» آغاز کرد. «گراسا» مدتی بعد با «سامورا ماچل» آشنا و خیلی زود با او ازدواج کرد. چیزی نگذشت که «سامورا» به ریاست جمهوری موزامبیک رسید و این گونه «گراسا» بانوی اول این کشور شد.. اما چندی بعد رئیس‌جمهور موزامبیک درگذشت و «گراسا» بیوه شد. در سال ۱۹۹۸ میلادی وی با نلسون ماندلا ازدواج کرد و تا لحظه مرگ وی نیز کنارش باقی‌ماند. ۲۳ شهریور سال ۱۳۷۵، نلسون ماندلا رسماً از آقای هاشمی رفسنجانی میخواهد که گراسا را برای وی خواستگاری کند و این اتفاق توسط سفارت ایران رخ میدهد.
وی از اعضای اصلی سازمان ریش سفیدان می‌باشد.